# Campeonato Paulista de Fútbol Femenino
El Campeonato Paulista de Fútbol Femenino fue realizado por primera vez en 1997, con la organización de la FPF.

## Participantes en 2019
- Audax (Osasco)
- Corinthians (São Paulo)
- Ferroviária  (Araraquara)
- Internacional (Franca)
- Juventus (São Paulo)
- Palmeiras (São Paulo)
- Ponte Preta (Campinas)
- Portuguesa (São Paulo)
- Santos (Santos)
- São José (São José dos Campos)
- São Paulo (São Paulo)
- Taubaté (Taubaté)

## Palmarés
| Año         | Campeón                | Subcampeón            |
| ----------- | ---------------------- | --------------------- |
| 1984        | Juventus               | Transvira             |
| 1985        | Juventus               | ?                     |
| 1986        | Juventus               | ?                     |
| 1987        | Juventus               | Ferroviária           |
| 1988 a 1996 | No hubo competición    | No hubo competición   |
| 1997        | São Paulo              | Santos                |
| 1998        | Portuguesa             | ?                     |
| 1999        | São Paulo              | Portuguesa            |
| 2000        | Portuguesa             | Palmeiras             |
| 2001        | Palmeiras              | Matonense             |
| 2002        | Portuguesa Ferroviária | Palmeiras ?           |
| 2003        | No hubo competición    | No hubo competición   |
| 2004        | Ferroviária            | São Bernardo do Campo |
| 2005        | Ferroviária            | Saad                  |
| 2006        | Botucatu               | Saad                  |
| 2007        | Santos                 | AJA                   |
| 2008        | Botucatu               | Saad                  |
| 2009        | Botucatu               | Santos                |
| 2010        | Santos                 | São José              |
| 2011        | Santos                 | Centro Olímpico       |
| 2012        | São José               | Centro Olímpico       |
| 2013        | Ferroviária            | São José              |
| 2014        | São José               | Ferroviária           |
| 2015        | São José               | São Paulo             |
| 2016        | Rio Preto              | Santos                |
| 2017        | Rio Preto              | Santos                |
| 2018        | Santos                 | Corinthians           |
| 2019        | Corinthians            | São Paulo             |

## Títulos por equipo
| Club                  | Títulos | Subtítulos | Años campeón           | Años subcampeón        |
| --------------------- | ------- | ---------- | ---------------------- | ---------------------- |
| Santos                | 4       | 4          | 2007, 2010, 2011, 2018 | 1997, 2009, 2016, 2017 |
| Ferroviária           | 4       | 2          | 2002, 2004, 2005, 2013 | 2009, 2014             |
| Juventus              | 4       | 0          | 1984, 1985, 1986, 1987 | ----                   |
| São José              | 3       | 2          | 2012, 2014, 2015       | 2010, 2013             |
| Portuguesa            | 3       | 1          | 1998, 2000, 2002       | 1999                   |
| Botucatu              | 3       | 0          | 2006, 2008, 2009       | ----                   |
| São Paulo             | 2       | 2          | 1997, 1999             | 2015, 2019             |
| Rio Preto             | 2       | 0          | 2016, 2017             | ----                   |
| Palmeiras             | 1       | 2          | 2001                   | 2000, 2002             |
| Corinthians           | 1       | 1          | 2019                   | 2018                   |
| Saad                  | 0       | 3          | ----                   | 2005, 2006, 2008       |
| Centro Olímpico       | 0       | 2          | ----                   | 2011, 2012             |
| Matonense             | 0       | 1          | ----                   | 2001                   |
| São Bernardo do Campo | 0       | 1          | ----                   | 2004                   |
| AJA                   | 0       | 1          | ----                   | 2007                   |
| Transvira             | 0       | 1          | ----                   | 1984                   |

## Goleadoras
| Año  | Jugadora             | Club                 | Goles |
| ---- | -------------------- | -------------------- | ----- |
| 1997 | Kátia Cilene         | São Paulo            | 35    |
| 1998 | N/D                  | N/D                  | N/D   |
| 1999 | Kátia Cilene         | São Paulo            | 48    |
| 2000 | N/D                  | N/D                  | N/D   |
| 2001 | Alessandra Tiganinha | Guarani Portuguesa   | 10    |
| 2002 | N/D                  | N/D                  | N/D   |
| 2004 | Dani Cadê            | Santos               | 20    |
| 2005 | N/D                  | N/D                  | N/D   |
| 2006 | Bárbara              | Saad                 | 16    |
| 2007 | Grazielle            | Botucatu             | 26    |
| 2008 | Grazielle Nilda      | Botucatu Corinthians | 26    |
| 2009 | Nilda                | Corinthians          | 19    |
| 2010 | Elaine Lins          | Rio Preto            | 17    |
| 2011 | Debinha              | Centro Olímpico      | 24    |
| 2012 | Tiga                 | Portuguesa           | 11    |
| 2013 | Raquel               | Ferroviária          | 22    |
| 2014 | Grazielle            | Portuguesa           | 9     |
| 2015 | Gabi Nunes           | Audax                | 11    |
| 2016 | Florencia            | Santos               | 16    |
| 2017 | Thábata              | Ferroviária          | 17    |
| 2018 | Letícia              | Rio Preto            | 18    |
| 2019 | Victória             | Corinthians          | 11    |